# (100228) 1994 PH17
(100228) 1994 PH17 es un asteroide perteneciente al cinturón de asteroides, descubierto el 10 de agosto de 1994 por Eric Walter Elst desde el Observatorio de La Silla, Chile.

## Designación y nombre
Designado provisionalmente como 1994 PH17.

## Características orbitales
1994 PH17 está situado a una distancia media del Sol de 2,377 ua, pudiendo alejarse hasta 2,914 ua y acercarse hasta 1,839 ua. Su excentricidad es 0,226 y la inclinación orbital 1,885 grados. Emplea 1338 días en completar una órbita alrededor del Sol.

## Características físicas
La magnitud absoluta de 1994 PH17 es 16,6.